# Xian de Puyang
Le xian de Puyang (濮阳县 ; pinyin : Púyáng Xiàn) est un district administratif de la province du Henan en Chine. Il est placé sous la juridiction de la ville-préfecture de Puyang.

## Démographie
La population du district était de 1 065 674 habitants en 1999.